# Tyloptera taracta
Tyloptera taracta là một loài bướm đêm trong họ Geometridae.